# Udo Riglewski
Udo Riglewski (Lauffen am Neckar, Baden-Württemberg, Alemanya Occidental, 28 de juliol del 1966) és un extennista professional alemany que es va especialitzar en proves de dobles. Va guanyar deu títols de dobles i va arribar al sisè lloc del rànquing mundial.

## Palmarès

### Dobles: 20 (10−10)
| Llegenda (pre/post 2009)                                 |
| -------------------------------------------------------- |
| Grand Slams (0−0)                                        |
| Tennis Masters Cup / ATP Finals (0−0)                    |
| ATP Masters Series / ATP World Tour Masters 1000 (0−1)   |
| ATP International Series Gold / ATP World Tour 500 (1−1) |
| ATP International Series / ATP World Tour 250 (9−8)      |

| Títols per superfície |
| --------------------- |
| Dura (3−3)            |
| Gespa (0−0)           |
| Terra batuda (6−3)    |
| Moqueta (1−4)         |

| Resultat  | Núm. | Data                 | Torneig                      | Superfície   | Parella           | Oponents                            | Marcador      |
| --------- | ---- | -------------------- | ---------------------------- | ------------ | ----------------- | ----------------------------------- | ------------- |
| Guanyador | 1.   | 18 de maig de 1987   | Florència, Itàlia            | Terra batuda | Wolfgang Popp     | Paolo Canè Gianni Ocleppo           | 6−4, 6−3      |
| Guanyador | 2.   | 11 de juliol de 1988 | Båstad, Suècia               | Terra batuda | Patrick Baur      | Stefan Edberg Niclas Kroon          | 6−7, 6−3, 7−6 |
| Guanyador | 3.   | 27 de febrer de 1989 | Nancy, França                | Dura (i)     | Tobias Svantesson | João Cunha e Silva Eduardo Masso    | 6−4, 6−7, 7−6 |
| Guanyador | 4.   | 17 d'abril de 1989   | Niça, França                 | Terra batuda | Ricki Osterthun   | Heinz Günthardt Balázs Taróczy      | 7−6, 6−7, 6−1 |
| Guanyador | 5.   | 2 d'octubre de 1989  | Basilea, Suïssa              | Dura (i)     | Michael Stich     | Omar Camporese Claudio Mezzadri     | 6−3, 4−6, 6−0 |
| Finalista | 1.   | 5 de febrer de 1990  | Milà, Itàlia                 | Moqueta (i)  | Tom Nijssen       | Omar Camporese Diego Nargiso        | 4−6, 4−6      |
| Finalista | 2.   | 26 de febrer de 1990 | Memphis, Estats Units        | Dura (i)     | Michael Stich     | Darren Cahill Mark Kratzmann        | 5−7, 2−6      |
| Guanyador | 6.   | 30 d'abril de 1989   | Múnic, Alemanya Occidental   | Terra batuda | Michael Stich     | Petr Korda Tomáš Šmíd               | 6−1, 6−4      |
| Finalista | 3.   | 7 de maig de 1990    | Hamburg, Alemanya Occidental | Terra batuda | Michael Stich     | Sergi Bruguera Jim Courier          | 6−7, 2−6      |
| Guanyador | 7.   | 21 de maig de 1990   | Bolonya, Itàlia              | Terra batuda | Gustavo Luza      | Jérôme Potier Jim Pugh              | 7−6, 4−6, 6−1 |
| Guanyador | 8.   | 18 de juny de 1990   | Gènova, Itàlia               | Terra batuda | Tomás Carbonell   | Cristiano Caratti Federico Mordegan | 7−6, 7−6      |
| Finalista | 4.   | 9 de juliol de 1990  | Båstad                       | Terra batuda | Jan Gunnarsson    | Rikard Bergh Ronnie Båthman         | 1−6, 4−6      |
| Finalista | 5.   | 20 d'agost de 1990   | Long Island, Estats Units    | Dura         | Michael Stich     | Guy Forget Jakob Hlasek             | 6−2, 3−6, 4−6 |
| Guanyador | 9.   | 15 d'octubre de 1990 | Viena, Àustria               | Moqueta (i)  | Michael Stich     | Jorge Lozano Todd Witsken           | 6−4, 6−4      |
| Finalista | 6.   | 11 de febrer de 1991 | Filadèlfia, Estats Units     | Moqueta (i)  | Michael Stich     | Rick Leach Jim Pugh                 | 4−6, 4−6      |
| Guanyador | 10.  | 18 de febrer de 1991 | Memphis                      | Dura (i)     | Michael Stich     | John Fitzgerald Laurie Warder       | 7−5, 6−3      |
| Finalista | 7.   | 19 d'octubre de 1992 | Viena                        | Moqueta (i)  | Kent Kinnear      | Ronnie Båthman Anders Järryd        | 3−6, 5−7      |
| Finalista | 8.   | 29 de març de 1993   | Estoril, Portugal            | Terra batuda | Menno Oosting     | David Adams Andrei Olhovskiy        | 3−6, 5−7      |
| Finalista | 9.   | 4 d'octubre de 1993  | Tolosa, França               | Dura         | David Prinosil    | Byron Black Jonathan Stark          | 5−6, 6−7      |
| Finalista | 10.  | 28 de febrer de 1994 | Copenhaguen, Dinamarca       | Moqueta (i)  | David Prinosil    | Martin Damm Brett Steven            | 3−6, 4−6      |

## Trajectòria

### Dobles masculins
| Open d'Austràlia | A   | A     | 2R    | 1R    | QF    | 1R    | A     | A     | A    | 0 / 4     | 4 − 4     |
| Roland Garros | A   | A     | 2R    | 2R    | 3R    | 1R    | 2R    | 1R    | 1R   | 0 / 7     | 5 − 7     |
| Wimbledon | 1R  | A     | 1R    | 2R    | 1R    | A     | 1R    | 2R    | 1R   | 0 / 7     | 2 − 7     |
| US Open | A   | 1R    | A     | 1R    | QF    | A     | A     | A     | A    | 0 / 3     | 3 − 3     |
| Total Victòries–Derrotes                                                                                                  | 5−4 | 10−10 | 17−13 | 46−26 | 26−30 | 15−21 | 20−21 | 22−23 | 4−10 | 168 – 163 | 168 – 163 |
| Rànquing a final d'any | 121 | 91    | 85    | 19    | 29    | 84    | 65    | 58    | 246  |           |           |
| Llegenda: G: Guanyador; F: Finalista; SF: Semifinalista; QF: Quarts de final; Q: Qualificació; A: Absent; RR: Round Robin |     |       |       |       |       |       |       |       |      |           |           |